# 青葉通り
- 青葉通
- 青葉通り

青葉通（あおばどおり）は、宮城県仙台市青葉区にある仙台駅前と西公園通を結ぶ通り（仙台市道青葉通線）。
もとの路線名は「仙台駅川内線」で1947年（昭和22年）に河北新報での公募の企画により「青葉通」の愛称が命名された。その後、正式な路線名も「仙台駅川内線」から「青葉通」に変更された。ケヤキの並木道であり、広瀬通や定禅寺通とともに、杜の都と言われる仙台を象徴する道路である。

## 路線

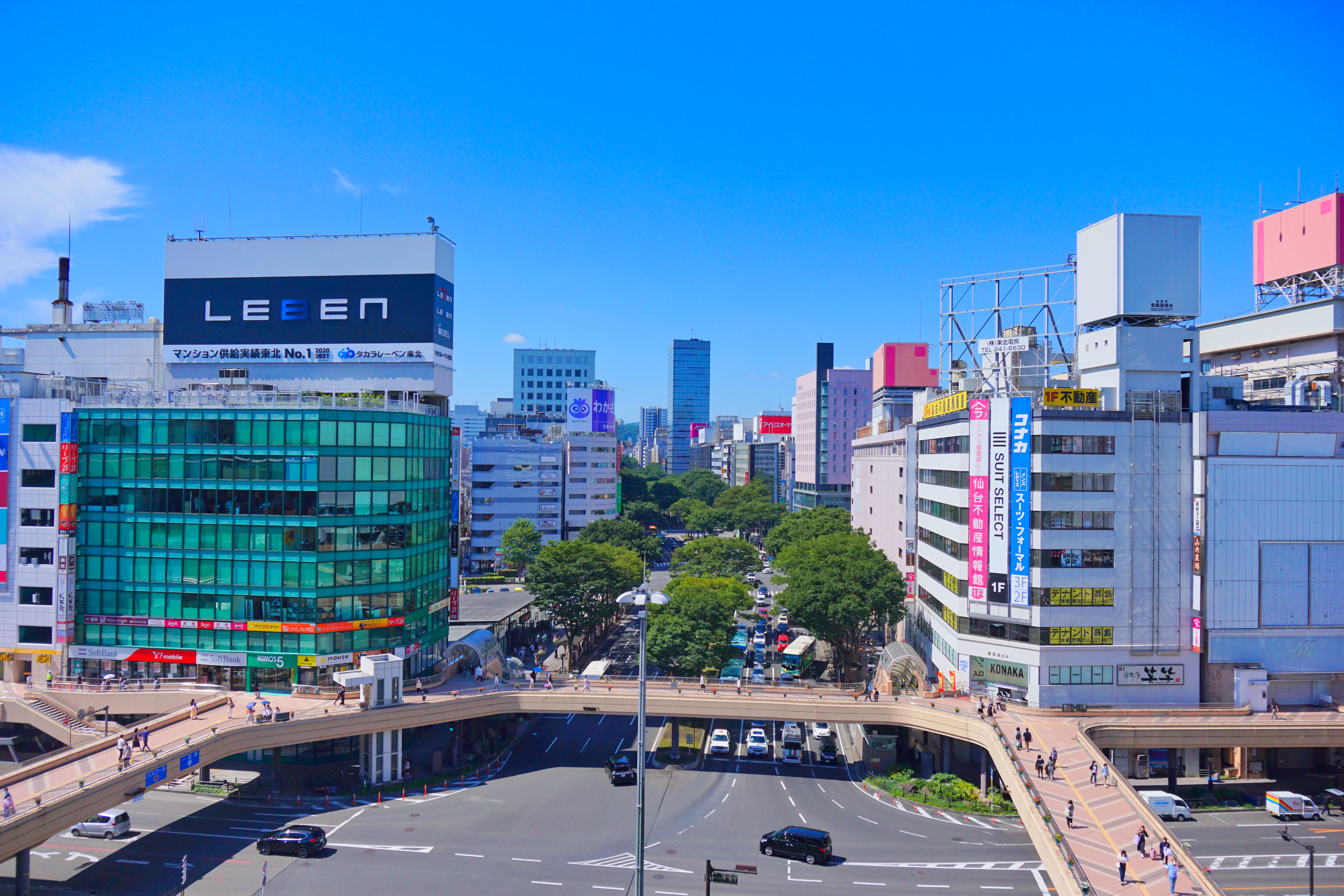
仙台駅屋上から見た青葉通り。愛宕上杉通りとの交点で屈曲している。

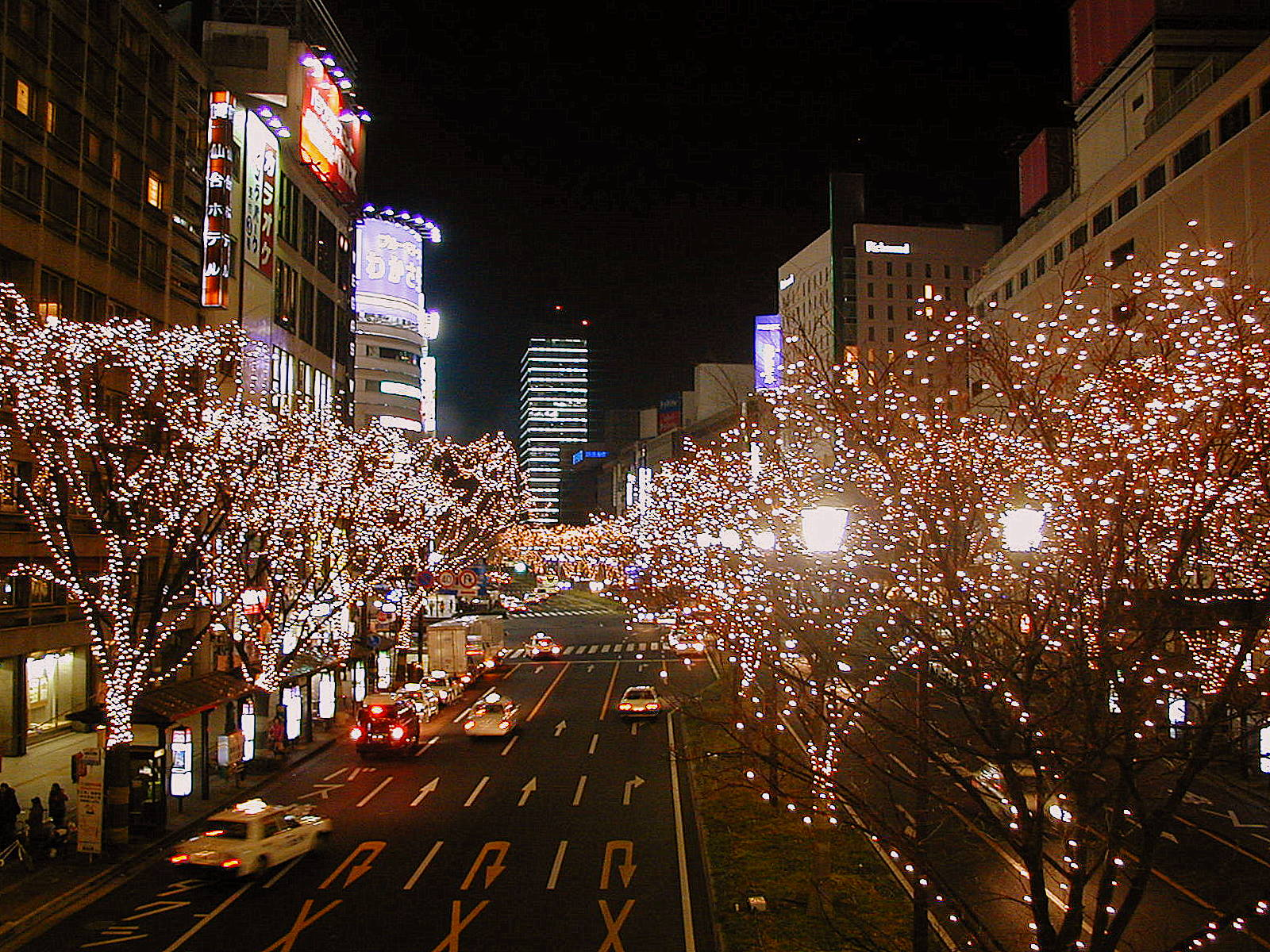
仙台駅西口ペデストリアンデッキから見たSENDAI光のページェント期間中の青葉通

仙台市青葉区大町交差点から仙台駅前交差点までの総延長1.5kmである。
青葉通は完全な直線ではなくところどころで屈曲している。道を西から東へ向かった場合、西公園前の交差点で仙台駅方向に向かって右に曲がり、しばらくして左に21度曲がって向きを戻す。そこからずっと直線が続くが、仙台駅を目前に愛宕上杉通との交差点で右に10度曲がる。また、一番町と国分町の間に小規模な段丘崖があり、西公園側から来るとこの部分でやや下る。
ケヤキの街路樹が両側歩道と中央分離帯に植えられており、その3列のケヤキ並木の樹冠によって通りは覆われている。12月には定禅寺通とともにSENDAI光のページェントの会場となり、ケヤキ並木にイルミネーションが施される。また、仙台駅前の区間にはイギリス製のガス灯が設置されている。

## 歴史

### 青葉通以前

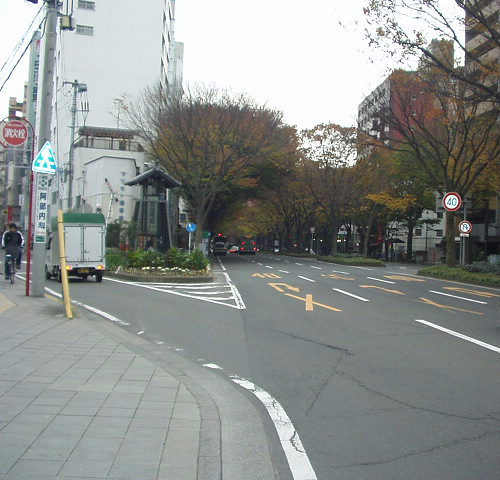
左に大町が分岐

仙台城の城下町建設の際、仙台城大手門から東に伸びる道が仙台藩の主要道として整備された。大手門前から大橋を渡って現在の西公園の南東角（大町頭）に至り、そこから真っ直ぐに大町、新伝馬町、名懸丁（現在の中央通りに相当）と続いて、その先は旧陸奥国府・多賀城、仙台の外港の塩竈、松島、東北太平洋岸海運の拠点港の石巻へと続いていた。これに大町の芭蕉の辻において南北の道である奥州街道（現国分町通）が交差していた。
明治期に日本鉄道の仙台駅が設置されてからは、芭蕉の辻の1つ東側の東一番丁と駅との間にある大町、新伝馬町、名懸丁が次第に商店街化し、仙台市電開通後は特に芭蕉の辻と駅とを繋ぐ南町および南町通が業務地区化した。
この2つの東西道路の間挟まれた現在の青葉通にあたる場所には横丁しかなく、仙台駅西口から西には細く短い裏五番丁、南町から西に電話横丁、良覚院丁があるのみだった。

### 戦後復興計画と曲直問答

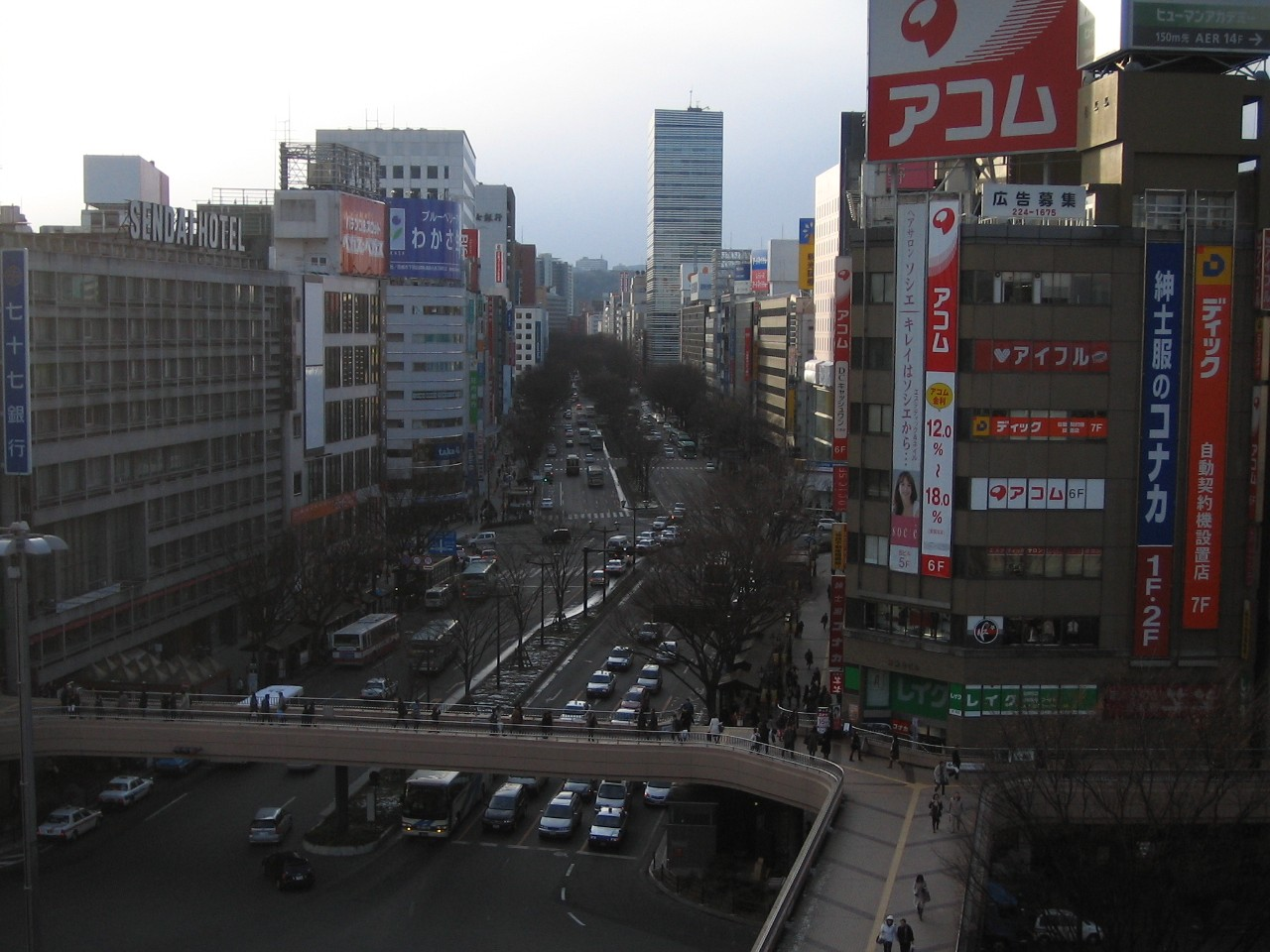
仙台駅から見た10度の曲がり

第二次世界大戦後、仙台市復興局は戦災復興計画の一環として仙台空襲で壊滅した市街に幅広い道路を敷くことにした。市が1946年（昭和21年）に作成した計画に、市道の仙台駅川内線建設が盛り込まれた。これが青葉通で、南北に走る東二番丁通とともに、50メートル幅の区間を持つ市内最大幅の道路となる予定であった。青葉通は従来の大町の南に並行するため、駅に向かって西公園で右ななめに折れ、ついで左に向き直って他の街路との関係を取り戻し、駅近くの東五番丁との交差点で10度だけ右に曲がって仙台駅正面に接続するものだった。計画は国の復興院の了解を得て、戦災復興土地区画整理事業として公示された。1947年（昭和22年）に河北新報紙上で通りの名が公募され、投票で1位を得た青葉通に決まった。
このうち駅前の10度の曲がりについて、直線にするべきだという主張と原案通りの曲線にするべきだという主張が対立し、「曲直問答」あるいは「曲直問題」として、戦後すぐの仙台市最大の政治問題になった。まず1947年（昭和22年）12月に住民が道路を直線に引くべきだという請願を仙台市議会に行った。市議会は当時計画中の新駅舎の位置を移動させるべく働きかけるという条件を付けて請願を満場一致で採択した。しかし市は干渉を嫌い、技術的に駅は絶対に移動できないと説明し、国家が決めたことを覆そうとするのは国家の名義に反すると反対論を非難した。市議会はこの態度に反発し、事態は岡崎栄松市長と市会の全面対決に発展した。
「曲直問題」には計画道路のどちら側の住民が立ち退くかという利害が関係しており、原案を支持する住民が反対の請願を出し、両派が活発な運動を繰り広げた。運輸省と建設院は、駅位置変更に否定的な回答を出した。焼け残りの建物を取り壊して立ち退かせることができるなら北にずらすことができるが、そのためには立ち退きに巨額の追加費用がかかるという言い分であった。議員の一部はこれを知って曲線容認に転じた。議会最大会派で保守系の市友クラブは内部対立で分裂し、1948年（昭和23年）5月16日に曲線派が市政振興同盟あるいは市友同志会を作った
両派は一松定吉建設院総裁に判断を仰ぎ決定を委ねた。一松は仙台を訪れて5月17日に仙台駅前川内線道路問題懇話会で両派の話を聞いた。東京に帰って同月末に曲線を決定し、31日にその意見書が市会で報告された。こうして青葉通は市の原案通りに10度曲げて駅正面にあたるようになった。
直線派はこのときの議論において、曲がった道路の見栄えの悪さと交通困難を理由に挙げた。しかしその後さらに代替わりして大きくなった仙台駅に対して、青葉通はもはや正面に対するものではなく、曲線でも直線でも駅の北側に突き当たるようになっている。

### 青葉通の建設
「曲直問答」を別としても、青葉通の予定地は市街中心にあったから、多数の立ち退きが必要になった。中には焼け跡に不法に建てられたものもあった。焼け跡に生まれた商店街「駅前マーケット」は立ち退きでなくなった。
仙台駅の工事は1948年（昭和23年）6月に始まった。青葉通は1950年（昭和25年）にはじまり、1954年（昭和29年）に完成した。家屋取り壊し直後の駅前は、広いばかりでむき出しの土が露出し、雨にはぬかるみ晴れれば埃を舞い上げ、「仙台砂漠」と呼ばれた。数年で舗装され、街路樹が植えられ、街灯が付けられ、徐々に美観が整った。
青葉通のケヤキ並木は1950年（昭和25年）頃から1965年（昭和40年）頃までに植えられた。戦前の仙台は豊富な屋敷林によって市街に樹木が豊富な都市で、「杜の都」の名をとった。しかしそれが空襲で焼き払われると、一転して緑に乏しい街になってしまった。仙台市にとって、広くとった道路に新設する街路樹は街に樹木を取り戻すためのものであった。当初は樹種の選択に様々な案があり、ケヤキは愛宕上杉通との交差点から東一番丁通との交差点までの歩道側だけに植えられた。木は台原から、失業対策事業の労働者が移植した。やがてケヤキ並木の評判が高まり、他の場所もケヤキでそろえられ、定禅寺通のものとあわせて杜の都のシンボルとされるようになった。

### ケヤキ並木の維持

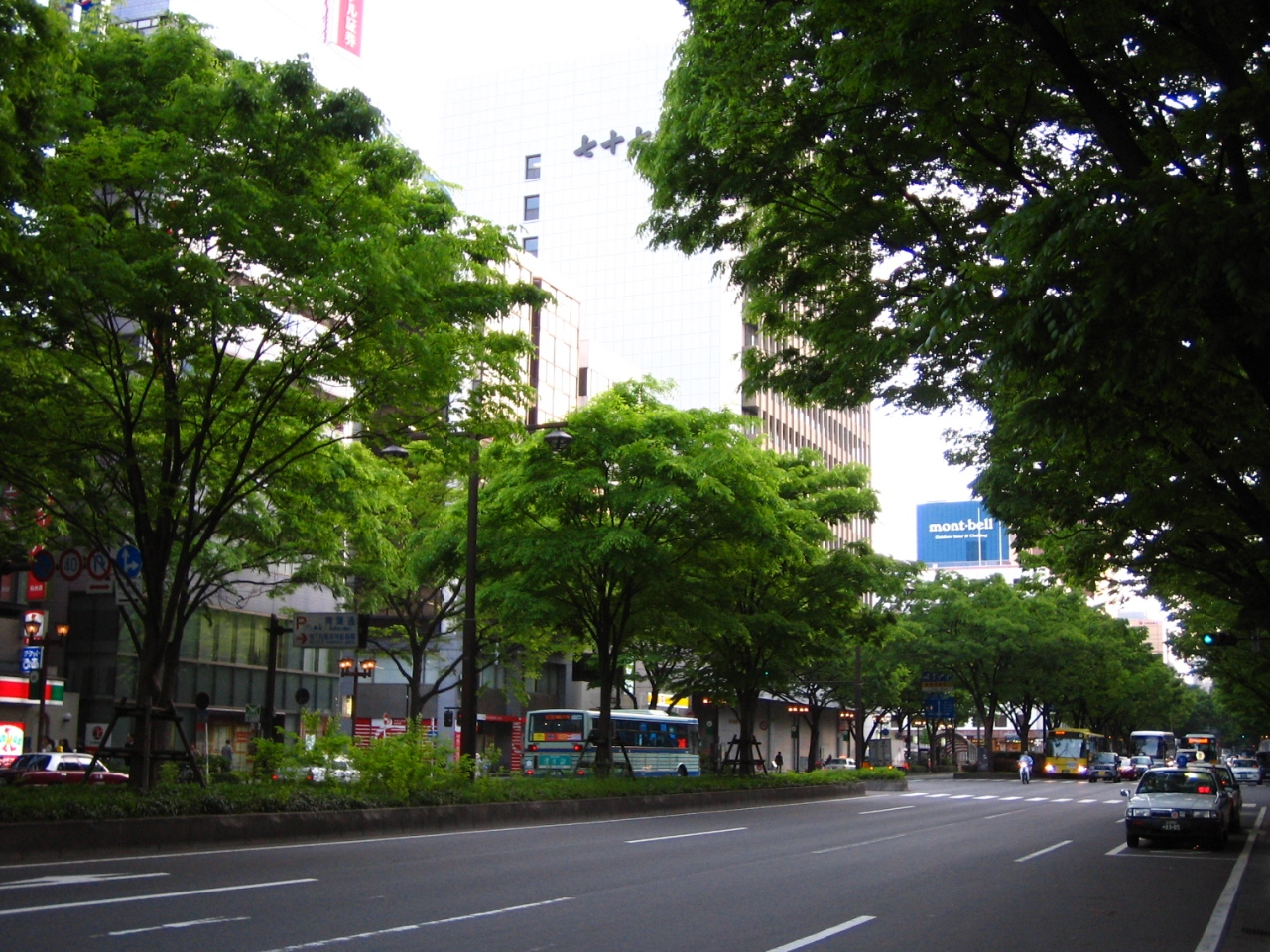
ケヤキの街路樹
（東三番丁との交差点近く）

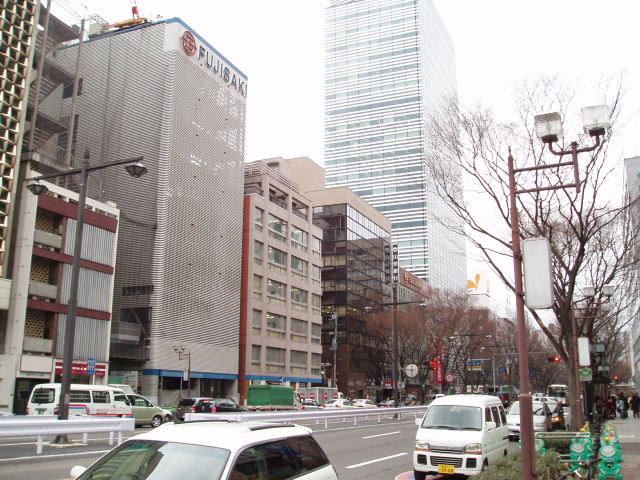
ケヤキが伐採された青葉通（2008年3月31日藤崎付近にて撮影）

後にこの街路樹の一部は様々な建設工事にともなって伐採されたり市内の公園に移植されたりした。1982年（昭和57年）に仙台市営地下鉄南北線工事のため、1989年（平成元年）には地下駐輪場と地下道建設のため、1993年（平成5年）には仙石線地下化工事のためにケヤキが取り払われた。この頃にはケヤキは市民にとって大切なものと感じられるようになり、撤去に対する反対運動が起こった。工事後に、前二者では取り去られたケヤキより少ない数、仙石線工事の場合には同じ数の新しいケヤキが植えられた。
2003年（平成15年）、仙台市は計画中の仙台市営地下鉄東西線の工事のため、既存のケヤキを大幅に伐採、後に新しいケヤキを植えることを決定した。これに対してケヤキ並木を守ることを呼びかける反対運動が起こったが、2008年（平成20年）1月28日から3月3日ごろにかけて伐採作業が行われた。市は、2012年（平成24年）1月頃からケヤキ並木の復元作業に着手するとしている。
既にJRあおば通駅とJR仙台駅西口の区間は仙石線地下化工事の際多くのケヤキが伐採され、周辺の公園などに移植されているが、移植先での生育状況が悪く、青葉通時代よりも悪化している木がほとんどである。仮に伐採が最小限にとどめられた場合であっても、排気ガスによって弱体化したものや、街路樹としては巨大になりすぎたものの移植・世代交代問題はいずれ発生する。青葉通のケヤキは定禅寺通のケヤキにくらべはるかに生育が良いと樹木医の認定する立場の方の診断があり、適切に管理すれば問題ないとの意見がある。

## 交差する道路
| 交差する道路                                                       | 交差する道路                                | 交差点     | 路線番号               | 道路愛称 |
| 南方向                                                             | 北方向                                      | 交差点     | 路線番号               | 道路愛称 |
| ------------------------------------------------------------------ | ------------------------------------------- | ---------- | ---------------------- | -------- |
| 市道青葉1168号青葉山線＜大坂＞                                     |                                             |            |                        |          |
| 市道青葉1162号西公園通線＜西公園通＞                               | 市道青葉1162号西公園通線＜西公園通＞        | 大町       | 市道青葉1166号青葉通線 | 青葉通   |
|                                                                    | 市道青葉1168号青葉山線＜大町通り＞          | 大町       | 市道青葉1166号青葉通線 | 青葉通   |
|                                                                    | 市道青葉1277号区画街路南28号線              |            | 市道青葉1166号青葉通線 | 青葉通   |
| 市道青葉1283号区画街路南35号線                                     |                                             |            | 市道青葉1166号青葉通線 | 青葉通   |
| 市道青葉1161号大町片平線                                           |                                             |            | 市道青葉1166号青葉通線 | 青葉通   |
| 市道青葉1280号区画街路南31号線                                     |                                             |            | 市道青葉1166号青葉通線 | 青葉通   |
| 市道青葉1159号晩翠通線＜晩翠通＞                                   | 市道青葉1159号晩翠通線＜晩翠通＞            | 晩翠草堂前 | 市道青葉1166号青葉通線 | 青葉通   |
| 市道青葉1235号本荒町線＜本荒町通り＞                               |                                             |            | 市道青葉1166号青葉通線 | 青葉通   |
| 市道青葉1158号国分町通線＜国分町通＞＜奥州街道＞                   |                                             |            | 市道青葉1166号青葉通線 | 青葉通   |
| 市道青葉1157号東一番丁線＜東一番丁通り＞＜サンモール一番町商店街＞ |                                             |            | 市道青葉1166号青葉通線 | 青葉通   |
| 市道青葉1234号南光院丁線＜南光院丁通り＞                           |                                             |            | 市道青葉1166号青葉通線 | 青葉通   |
| 国道286号＜東二番丁通り＞                                          |                                             |            | 市道青葉1166号青葉通線 | 青葉通   |
| 市道青葉1156号東三番丁線＜東三番丁通り＞                           |                                             |            | 市道青葉1166号青葉通線 | 青葉通   |
| 市道青葉1155号東四番丁線＜東四番丁通り＞                           |                                             |            | 市道青葉1166号青葉通線 | 青葉通   |
| 市道青葉1154号愛宕上杉通2号線＜愛宕上杉通＞                        | 市道青葉1154号愛宕上杉通2号線＜愛宕上杉通＞ | 中央1丁目  | 市道青葉1166号青葉通線 | 青葉通   |
| 市道青葉1165号南町通1号線＜駅前通＞                                | 市道青葉1152号駅前通線＜駅前通＞            | 仙台駅前   | 市道青葉1166号青葉通線 | 青葉通   |
| 仙台駅西口                                                         |                                             |            |                        |          |

## 沿道
仙台駅周辺、および一番町アーケードとの交叉点周辺に各々百貨店などの商業施設が集中している。それ以外の、仙台駅前から国分町通との交差点にかけての沿道には、七十七銀行および仙台銀行の各本店に加え、都市銀行や近隣各県の地方銀行、証券会社の支店があり金融街を形成している。メガバンクの再編などによって以前より店舗数は減少したが、都市銀行4行と信託銀行3社は現在もこの通りに支店店舗を構えている。また、晩翠通との交叉点周辺には法曹関係の施設やホテルなどがある。
青葉通の地下構造物として、仙台駅前に仙台駅東西地下自由通路、仙台市地下鉄南北線の仙台駅、東日本旅客鉄道仙石線の仙台トンネルおよびあおば通駅がある。また、東二番丁との交差点には青葉通地下道や青葉通地下自転車等駐車場がある。そこから西側には仙台市地下鉄東西線が走っており、大町西公園駅や青葉通一番町駅が置かれている。

### 建物や施設など
- 仙台市地下鉄東西線・大町西公園駅
- 仙台法務合同庁舎
  - 仙台高等検察庁
  - 仙台地方検察庁・仙台区検察庁
  - 仙台地方検察庁大河原支部・大河原区検察庁
- 晩翠草堂
- NTT東日本宮城支店青葉通ビル
- 仙台市地下鉄東西線・青葉通一番町駅
- kurax
- 藤崎本館
- THE SENDAI TOWER
  - シリウス・一番町
- 読売仙台一番町ビル
  - りそな銀行仙台支店
  - みずほリース仙台支店
- 仙台銀行ビル
  - じもとホールディングス
  - 仙台銀行本店営業部（東京支店・国分町支店が同居）
- 仙台ビルディング青葉通館
  - 山形銀行仙台支店
- 三菱UFJ信託銀行仙台支店
- 仙台ファーストタワー
  - みずほ銀行仙台支店
  - みずほ銀行仙台法人支店（空中店舗）
  - みずほ信託銀行仙台支店（空中店舗）
  - みずほ証券仙台支店
  - みずほ不動産販売仙台センター
  - 東京センチュリー東北支店
- 読売仙台ビル
- 七十七銀行本店営業部・同JR仙台出張所・芭蕉の辻支店
- 東日本旅客鉄道（JR東日本）・あおば通駅
- 野村不動産仙台青葉通ビル
  - 青森みちのく銀行仙台支店
- 青葉通プラザ
  - 秋田銀行仙台支店
  - あおぞら銀行仙台支店
- 三井住友銀行仙台ビル
  - 三井住友銀行仙台支店
- 仙台三菱ビル
  - 三菱UFJ銀行仙台中央支店・仙台支店
- 荘銀ビル
  - フィデアホールディングス
  - 荘内銀行仙台支店
  - 北海道銀行仙台支店（空中店舗）
- 仙都会舘
  - 岩手銀行仙台営業部
- アイリス青葉ビル
  - 三井住友信託銀行仙台支店・仙台あおば支店
- 仙台東宝ビル
  - 野村證券仙台支店
- 仙台日興ビル
  - SMBC日興証券仙台支店
- さくら野百貨店仙台店跡地（パン・パシフィック・インターナショナルホールディングス再開発予定地）
- EDEN跡地（オリックスグループ再開発予定地）
- 東日本旅客鉄道（JR東日本）・仙台市地下鉄南北線　仙台駅